# مهدی قلی خان شاملو
مهدی قلی خان شاملو از فرماندهان نظامی شاه عباس بود. او پس از فتح گیلان به حکومت بیه پیش منصوب شد.  بعدتر او به حکومت شوشتر منصوب شد.